# Джон Бірн
Джон Фредерік Бірн (англ. John Frederick Byrne, нар. 1 лютого 1961, Манчестер) — ірландський футболіст, нападник.
Насамперед відомий виступами за клуб «Квінс Парк Рейнджерс», а також національну збірну Ірландії.

## Клубна кар'єра
У дорослому футболі дебютував 1979 року виступами за команду клубу «Йорк Сіті», в якій провів п'ять сезонів, взявши участь у 175 матчах чемпіонату. 
Своєю грою за цю команду привернув увагу представників тренерського штабу клубу «Квінс Парк Рейнджерс», до складу якого приєднався 1984 року. Відіграв за лондонську команду наступні чотири сезони своєї ігрової кар'єри. Більшість часу, проведеного у складі «Квінс Парк Рейнджерс», був основним гравцем атакувальної ланки команди.
Згодом з 1988 по 1995 рік грав у складі команд клубів «Гавр», «Брайтон енд Гоув», «Сандерленд», «Міллволл» та «Оксфорд Юнайтед».
Завершив професійну ігрову кар'єру у клубі «Брайтон енд Гоув», у складі якого вже виступав раніше. Прийшов до команди 1995 року, захищав її кольори до припинення виступів на професійному рівні у 1996.

## Виступи за збірну
1985 року дебютував в офіційних матчах у складі національної збірної Ірландії. Протягом кар'єри у національній команді, яка тривала 9 років, провів у формі головної команди країни лише 23 матчі, забивши 4 голи.
У складі збірної був учасником чемпіонату Європи 1988 року у ФРН, а також чемпіонату світу 1990 року в Італії.